# بيني بيل
بيني بيل (بالإنجليزية: Benny Bell)‏ هو كاتب أغاني ومغني أمريكي، ولد في 21 مارس 1906، وتوفي في 6 يوليو 1999.

## وصلات خارجية
- بيني بيل على موقع ميوزك برينز (الإنجليزية)
- بيني بيل على موقع ديسكوغز (الإنجليزية)